# Cerco de Malaca (1551)
O cerco de Malaca de 1551 foi um encontro militar travado na Malásia entre o Império Português e as forças coligadas do Sultanato de Jor, do Sultanato de Pão, do Sultanato de Peraque e do Sultanato de Japará. Saldou-se o cerco numa vitória para as armas lusas.

## Context
Em 1536, o sultão de Jor assinou um tratado de paz com os portugueses depois de ter o capitão de Malaca D. Estevão da Gama destruído a sua capital. Porém, em 1551 o sultão de Jor Alauddin Riayat Shah II desprezou o tratado e sem provocação reuniu em torno de si uma aliança em que juntava o sultão de Pão, o sultão de Peraque, e a rainha de Japará, em Java, para atacar a praça-forte de Malaca.

## O cerco
Chegado a finais de Junho de 1551, ancorou junto à costa da ilha de Samatra, diante do Cabo Rachada, a frota javo-malaia, composto por 150 lancharas malaias, 6000 guerreiros malaios, 40 juncos javos e 4000 guerreiros javos. Enviaram então ao capitão de Malaca D. Pedro da Silva um embaixador para convencê-lo de que se encontravam meramente de passagem em direcção ao Achém e pediam-lhe que lhes enviasse tantos soldados quanto pudesse para juntos destruírem aquela ameaça comum. Percebeu o capitão D. Pedro tratar-se aquilo de um logro e tratou de mandar a guarnição prepara-se para um ataque bem como enviar navios a chamar a Malaca todos os soldados portugueses que pela região se encontravam espalhados, mandando-lhes que trouxessem provisões.
Apercebendo-se eles de que a jogada falhara, os javos desembarcaram e atacaram as aldeias nas proximidades da cidade, ao passo que os malaios atacaram o porto de Malaca. Começaram depois os malaios a construir barricadas, estacadas e tranqueiras em torno da cidade e a preparar a sua artilharia para o cerco.
Alguns dias mais tarde, cerca de 40 lancharas de malaios combateram contra uma caravela redonda comandada por D. Garcia de Meneses, que por acaso passou ao largo da cidade a caminho das Ilhas Molucas. Não conseguiram os malaios abordar a rápida embarcação, ao passo que um tiro fortuito da caravela matou o experiente almirante de Jor, que combatia os portugueses há décadas. Desmoralizados, os malaios abandonaram a perseguição e refugiaram-se em terra enquanto D. Garcia ancorava perto da fortaleza. Morreu este capitão mais tarde com 30 dos seus homens quando tentou levar a cabo uma surtida em terra contra os sitiantes.

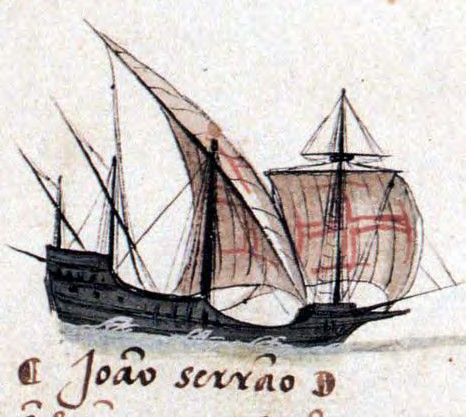
Caravela redonda portuguesa.

Tentaram os malaios bloquear Malaca por mar e cortar o seu acesso a víveres atacando todo e qualquer navio português que passasse, porém, sem sucesso. A 12 de Agosto portanto, tentaram os javos e os malaios escalar em conjunto as muralhas de Malaca com um grande ataque geral mas os portugueses, que contavam com alguns soldados veteranos das guerras na Itália, resistiram valorosamente recorrendo ao tiro cerrado das armas de fogo, a granadas de pólvora e até, ao lançamento de troncos e mastros de navios pelas muralhas abaixo, matando 600 a 800 guerreiros inimigos.
Impedidos assim os atacantes de tomar a cidade à viva escala, tentaram forçar os portugueses à rendição pela fome. As provisões escassearam e os portugueses passaram de facto fome mas valeu a D. Pedro agora um logro: anunciou públicamente a alguns capitães que se fizessem prestes para atacar as cidades, costeiras, de Jor, Peraque e Pão. Espalhou-se o rumor das preparações dos portugueses entre o campo dos sitiantes e rapidamente os malaios reembarcaram e retiraram com as suas forças de regresso a casa assim que viram os navios dos portugueses prestes a partir, deixando atrás de si os javos, que não foram consultados e decidiram por isso continuar o cerco sozinhos.
Alguns dias mais tarde chegou a Malaca um navio com reforços. Os portugueses lançaram-se ao ataque com 200 a 300 soldados numa surtida sobre os javos e apanharam-nos desprevenidos, pelo que foram desbaratados e muitos foram mortos quando tentavam reembarcar nos seus juncos. Partiram de regresso a Java no dia seguinte.

## Rescaldo
Os portugueses capturaram grande quantidade de despojos, na sua maioria deixados para trás pelos sitiantes. A maioria das baixas portuguesas deveu-se ao envenenamento dos poços pelos malaios e pelos javos, e morreram mais de 200 a seguir ao cerco. Um irmão do célebre Fernão Mendes Pinto, Álvaro, participou no cerco. Alguns meses mais tarde, em Dezembro, desembarcou na cidade o missionário navarrês Francis Xavier e foi bem recebido por D. Pedro da Silva.
Chamou Saturnino Monteiro a atenção para o facto de que "a simples ameaça de uma acção da nossa armada contra as costas do seus reinos ter sido bastante para obrigar os reis malaios a levantarem o cerco, o que constitui mais um exemplo flagrante da flexiblidade do Poder Naval. Nos mares do Oriente, tanto sob o ponto de vista táctico como sob o ponto de vista estratégico, os Portugueses continuavam a ser donos e senhores."